# Winter-Universiade 1985
Die Winter-Universiade 1985 fand vom 16. bis zum 24. Februar in Belluno, Italien statt.

## Sportarten
| Disziplin             | Entscheidungen |
| --------------------- | -------------- |
| Eishockey             | 1              |
| Eiskunstlauf          |                |
| Eisschnelllauf        |                |
| Nordische Kombination |                |
| Ski Alpin             |                |
| Skilanglauf           |                |
| Skispringen           |                |
| Gesamt                |                |

## Medaillenspiegel
| Platz  | Land               | Gold | Silber | Bronze | Gesamt |
| ------ | ------------------ | ---- | ------ | ------ | ------ |
| 1      | Sowjetunion        | 7    | 3      | 4      | 14     |
| 2      | Vereinigte Staaten | 6    | 5      | 8      | 19     |
| 3      | Jugoslawien        | 4    | 3      | 2      | 9      |
| 4      | Tschechoslowakei   | 3    | 6      | 5      | 14     |
| 5      | Italien            | 3    | 6      | 2      | 11     |
| 6      | Australien         | 1    | 2      | –      | 3      |
| 7      | BR Deutschland     | 1    | 1      | –      | 2      |
| 8      | Spanien            | 1    | 1      | –      | 2      |
| 9      | Frankreich         | 1    | –      | 2      | 3      |
| 10     | Japan              | 1    | –      | 1      | 2      |
| 11     | Niederlande        | 1    | –      | 1      | 2      |
| 12     | Polen              | 1    | –      | 1      | 2      |
| 13     | Bulgarien          | –    | 3      | 1      | 4      |
| 14     | Finnland           | –    | 1      | –      | 1      |
| 15     | Österreich         | –    | –      | 2      | 2      |
| 16     | Schweiz            | –    | –      | 1      | 1      |
| Gesamt | Gesamt             | 30   | 31     | 31     | 92     |